# Brachyelytreae
Brachyelytreae é uma tribo da subfamília Pooideae.

## Gêneros
- Brachyelytrum